# Imagine (documental)
Imagine es un largometraje filmado en 1971 y publicado en 1972 por John Lennon y Yōko Ono, grabado en su mayoría en el hogar que ambos poseían en Tittenhurst Park, Ascott, Inglaterra. Intentado en un principio como especial televisivo, en el largometraje aparecen numerosas canciones incluidas en el álbum de 1971 Imagine, así como los temas "Mrs. Lennon" y "Don't Count The Waves", publicadas en el álbum de Yōko Ono Fly.
El programa está compuesto en su mayoría por vídeos musicales, por entonces denominados "promos", de las canciones seleccionadas, con escenas de la vida cotinidana de Lennon y Ono
entre canción y canción junto a algunos "gags". En uno de los gags, una sucesión de hombres, desde el propio Lennon hasta el asistente de Yoko, pasando por celebridades como Fred Astaire, Jack Palance, Dick Cavett y George Harrison, escoltan a Yoko a través de una puerta; en otra escena, John y Yoko se buscan el uno al otro en el bosque de Tittenhurst.
El director de fotografía fue Daniel Richter, fotógrafo personal de Lennon y Ono a comienzos de la década de los setenta. Daniel ganaría cierta reputación al interpretar el papel de Moonwatcher (Observador de la Luna) en la película 2001: A Space Odyssey.
El video de apertura, de la canción que da título al documental, "Imagine", fue usado años después en una emisión simultánea a nivel mundial para conmemorar la vida y obra de Lennon en el que hubiera sido su 50 cumpleaños el 9 de octubre de 1990.
- Datos: Q3421626